# La Granada de Río-Tinto

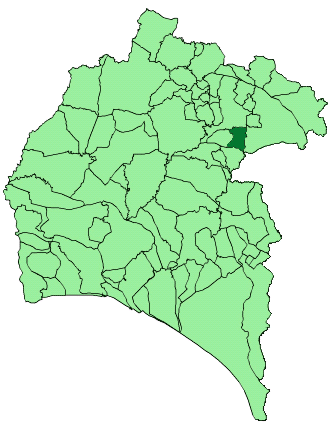
Localização de La Granada de Río-Tinto

La Granada de Río-Tinto é um município da Espanha na província de Huelva, comunidade autónoma da Andaluzia, de área 44 km² com população de 223 habitantes (2007) e densidade populacional de 5,12 hab/km².

## Demografia
| Variação demográfica do município entre 1991 e 2004 | Variação demográfica do município entre 1991 e 2004 | Variação demográfica do município entre 1991 e 2004 | Variação demográfica do município entre 1991 e 2004 |
| --------------------------------------------------- | --------------------------------------------------- | --------------------------------------------------- | --------------------------------------------------- |
| 1991                                                | 1996                                                | 2001                                                | 2004                                                |
| 229                                                 | 234                                                 | 214                                                 | 231                                                 |